# Depozyt sądowy
Depozyt sądowy:
- Suma pieniężna składana przez dłużnika do sądu celem spełnienia zobowiązania, w przypadku niemożności bezpośredniego zwrócenia jej wierzycielowi.

- Suma pieniężna wnoszona przez pozwanego do sądu lub instytucji kredytowej wskazanej przez sąd jako zabezpieczenie zobowiązań z tytułu powództwa.

- Suma pieniężna w wysokości sumy przyjętego zobowiązania wnoszona przez przyjmującego zobowiązanie do sądu lub arbitra.

- Suma pieniężna wnoszona do banku w myśl umowy stron będących w sporze do czasu rozstrzygnięcia sporu w drodze sądowej lub arbitrażowej